# ストロー・ハット (カクテル)
ストロー・ハット（Straw Hat）は、テキーラベースのカクテルであり、冷たいタイプのロングドリンク（ロングカクテル）に分類される。カクテル名の「ストロー・ハット」とは、麦わら帽子のことである。なお、レモンが飾られている場合やレモンがグラスの中に入っている場合は、マドラーが添えられているはずなので、好みに応じて、そのマドラーでレモンを潰してから飲む。レモンがない場合は、すでにレモン・ジュースが加えられているので、そのまま飲むことになる。

## 標準的なレシピ
- テキーラ ＝ 45ml
- トマト・ジュース ＝ 残部
- レモン ＝ （下記参照）
  - レモンは、装飾、または、グラスの中に入れる、もしくは、絞ってレモン・ジュースとする。また、6分の1に切った櫛形のレモンではなく、輪切りに切ったレモンを使用する場合もある。どれが標準とは言えない。ただし、レモンを使うことは標準。

### 作り方
タンブラー（容量240ml程度、または、300ml程度）にテキーラを注ぎ、氷塊を加えてからトマト・ジュースで満たす。ここで、タンブラーの中にレモンを入れてある場合、または、タンブラーのふちに飾ってある場合は、マドラー（かき混ぜ棒）を添える。レモンを絞ってしまい、レモン・ジュースにしてタンブラーの中に入れてある場合は、マドラーを添える必要はないが、ステアしておくこと。

### 備考
- レモンは櫛形に切ったものの他に、輪切りにしたものを1枚使うこともある。
- マドラー代わりに、スティック状のセロリが飾られていることもある。
- タバスコを振りかけることもある。さらに、食塩、コショウ、ウスターソースを加えることもある。なお、カクテルを飲む人が、入れるかどうか、量をどうするかを自分で調節できるように、これらの調味料を添えて出すこともある。

## バリエーション
- ベースをウォッカにすると、ブラッディ・マリー
  - ブラッディ・マリーに入れるトマト・ジュースを、ハマグリやアサリのエキスが入ったクラマトにすると、ブラッディ・シーザー
- ベースをジンにすると、ブラッディ・サム
- ベースをアクアビットにすると、デニッシュ・マリー[3]
- ベースをビールにすると、レッド・アイ
- テキーラを入れなければ、バージン・マリー